# Hemisus
Famille
Genre
Synonymes
- Kakophrynus Steindachner, 1863

Hemisus est un genre d'amphibiens, le seul de la famille des Hemisotidae.

## Répartition

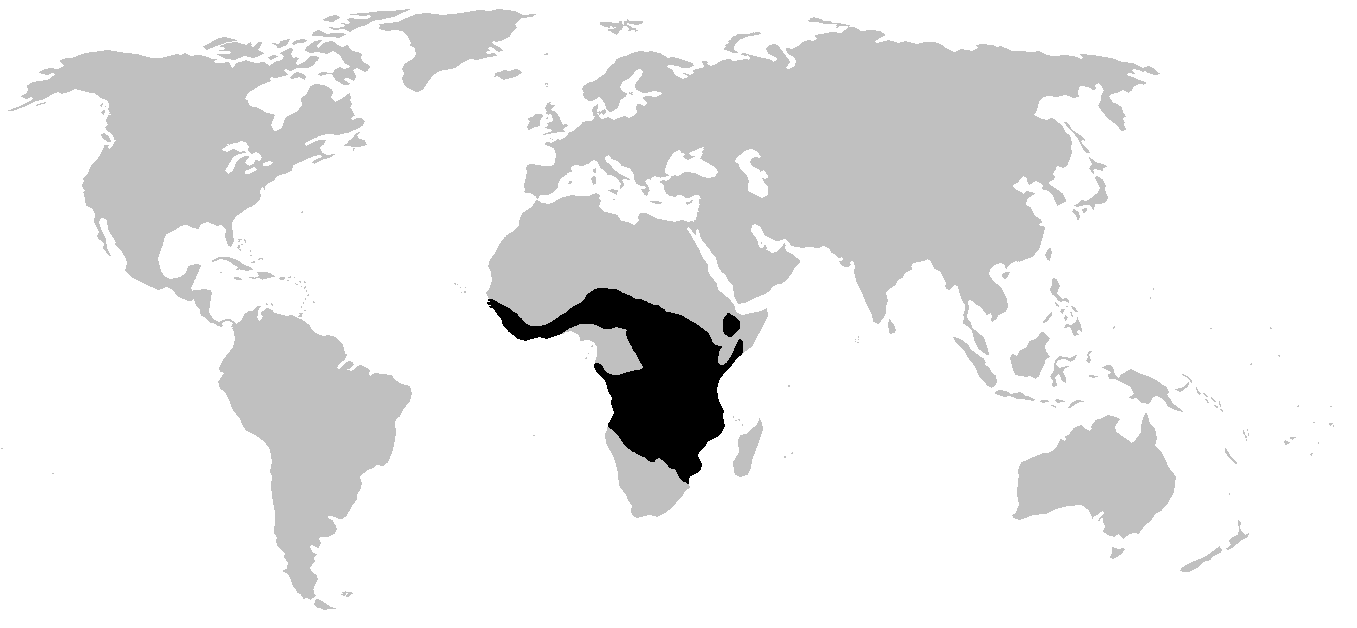
Aire de répartition

Les neuf espèces de ce genre se rencontrent en Afrique subsaharienne.

## Liste des espèces
Selon Amphibian Species of the World (10 juin 2017) :
- Hemisus barotseensis Channing & Broadley, 2002
- Hemisus brachydactylus Laurent, 1963
- Hemisus guineensis Cope, 1865
- Hemisus guttatus (Rapp, 1842)
- Hemisus marmoratus (Peters, 1854)
- Hemisus microscaphus Laurent, 1972
- Hemisus olivaceus Laurent, 1963
- Hemisus perreti Laurent, 1972
- Hemisus wittei Laurent, 1963

## Publications originales
- Cope, 1867 : On the families of the raniform Anura. Journal of the Academy of Natural Sciences of Philadelphia, sér. 2, vol. 6, p. 189-206 (texte intégral).
- Günther, 1859 "1858" : Catalogue of the Batrachia Salientia in the collection of the British Museum (texte intégral).